# Aleurites
Aleurites é um género botânico pertencente à família Euphorbiaceae, que inclui, entre outras espécies, a nogueira de Iguape (Aleurites moluccana).
As plantas deste gênero são encontrados nas regiões tropicais e subtropicais da Ásia, Pacífico e América do Sul.

## Espécies
Apresenta 24 espécies:
| - Aleurites ambinux - Aleurites angustifolia - Aleurites commutata - Aleurites cordata - Aleurites cordifolia - Aleurites erratica - Aleurites fordii - Aleurites integrifolia | - Aleurites japonica - Aleurites javanica - Aleurites laccifera - Aleurites lanceolata - Aleurites lobata - Aleurites moluccana - Aleurites montana - Aleurites peltata | - Aleurites pentaphylla - Aleurites remyi - Aleurites rockinghamensis - Aleurites saponaria - Aleurites triloba - Aleurites trisperma - Aleurites vernicia - Aleurites verniciflua |

## Nome e referências
Aleurites J.R.Forst. & G.Forst.